# عين طنطاش
عين طنطاش قرية في ناحية صلنفة التابعة لمنطقة الحفّة في محافظة اللاذقية. بلغ عدد سكانها 1415 نسمة حسب تعداد عام 2004.